# Thomas Slentz
Thomas Slentz, né à une date inconnue et mort le 17 février 1500 près de Hemmingstedt dans l'actuel Schleswig-Holstein, est un capitaine de lansquenets allemand,. Mercenaire, il est surtout connu pour ses faits d'armes à la tête de la Bande noire.

## Origine
Les formes orthographiques alternatives Slenitz, Slins, Schlinitz et Schlentz sont utilisées pour le désigner, mais il est généralement appelé Junker Slentz. Thomas Slentz est supposé être originaire de Cologne, mais sa généalogie n'est pas connue. La provenance de son patronyme indiquerait une origine plus à l'est (la localité de Schleinitz se trouvant près de Meissen, en Saxe).

## Carrière
Slentz aurait été relativement grand. Il est souvent décrit comme ayant une expérience de la guerre, courageux, intrépide, précautionneux et bon tacticien. Le chroniqueur du XVIe siècle Peter Sax (de) le qualifie de « vir bellicosus et virtute bellica ornatissimus » (homme guerrier et très décoré de prouesses militaires). Être en charge d'un régiment de lansquenets impliquait également d'être doué en affaires, d'avoir le sens de la politique et d'entretenir de bonnes relations avec les princes territoriaux.
Thomas Slentz est attesté en 1495 comme capitaine de la Bande noire, conjointement à un dénommé Nithardt Fux ou Fuchs. Cette Magna Guardia, Bande noire, ou Garde noire, était une unité de lansquenets qui opérait sur la côte frisonne-saxonne de mer du Nord et se spécialisait dans la lutte contre les paysans rebelles. Si les mercenaires venaient de nombreux pays différents, les officiers étaient pour la plupart issus des pays allemands.
Slentz succède à Nithardt Fux, tué lors d'une escarmouche. À partir de 1497, l'unité de Slentz est au service du roi danois Jean, constitue le noyau de ses troupes et combat pour lui l'administrateur impérial suédois Sten Sture l'Ancien.
Les chansons folkloriques qui chantent les périples de la Bande noire décrivent également le luxe ostentatoire de ses membres. Dans le chant De König wol to dem hertogen sprak... (Chant n° 218 de la collection de Rochus von Liliencron), il est dit que l'armure de Slentz étincelait d'or.
Son frère, Jürgen Slentz, fait partie du régiment, tout comme l'aumônier, Thomas Schlinitz, son homonyme et peut-être aussi son parent.

## Mort à Hemmingstedt

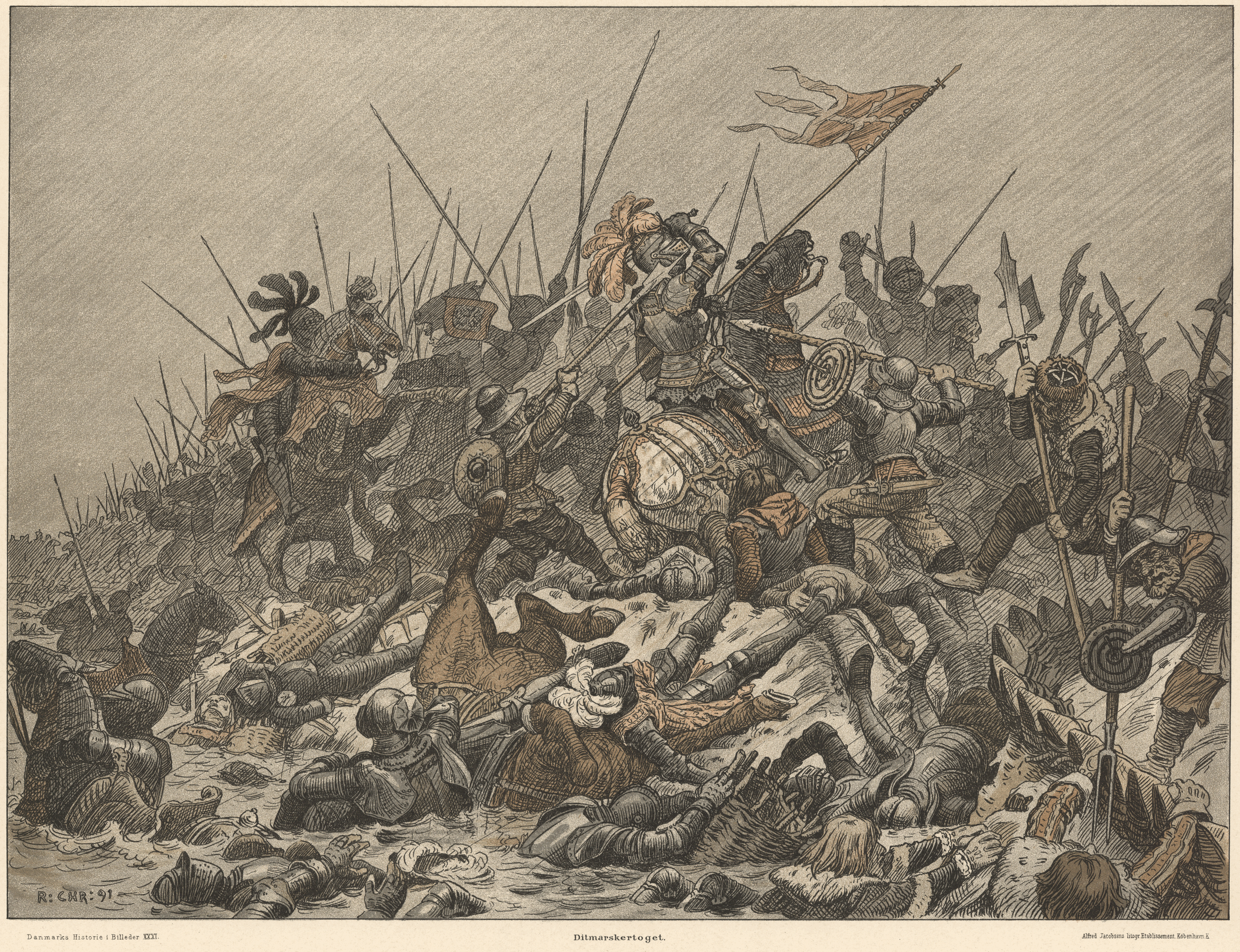
L'assaut sur Dithmarse, par Rasmus Christiansen (1863-1940).

En 1500, les troupes de Slentz combattent les fermiers de la région de Dithmarse au nom de Jean, roi du Danemark, de Suède et de Norvège. Le 11 février, l'armée franchit la frontière en direction de Dithmarse ; les habitants ont fui le Geest en direction du marais, de sorte que la petite armée de mercenaires peut sans peine prendre Windbergen le 12 février et Meldorf le 13, sans rencontrer de forte résistance. Elle se serait comportée avec une extrême brutalité et provoqué un bain de sang.
A Meldorf, Slentz doit renoncer à de nouvelles avancées en raison du dégel. Une dispute à ce sujet entre lui et le roi Jean ressort clairement d'une chanson folklorique traditionnelle.
L'unité et les troupes du roi Jean sont prises dans une embuscade par les Dithmarsois le 17 février 1500 lors de la bataille de Hemmingstedt : les fermiers de Dithmarse sont inférieurs en nombre, 4000 à 6000 face aux troupes de Jean estimées à 12000 hommes dont 4000 lansquenets. Les hommes du camp danois sont équipés de hallebardes et de piques de 5 mètres de long, de fusils d'épées et revêtus d'armures, mais les paysans ont ouvert les écluses pour inonder le terrain et parviennent à les attirer dans un marécage impraticable pour la lourde armée qui s'y embourbe ; les paysans savent eux s'y déplacer rapidement avec des bâtons longs qui leur permettent de sauter par-dessus les cours d'eau. Pris au piège, les rangs de l'armée danoise sont décimés, les paysans ne faisant pas de prisonniers. 
Une légende dit que Slentz aurait annoncé que le 17 février, jour de la Toussaint, était un mauvais présage pour la bataille, mais cela relève de la fabrication ultérieure de mythes. Il en va de même pour une autre légende selon laquelle il aurait été prophétisé que son fils mourrait devant un mur construit en une nuit ; lorsque Slentz vit la redoute à Dusenddüwelswarf, édifiée durant la nuit par les fermiers de Dithmarse, il aurait été conscient de sa mort imminente mais aurait reprit néanmoins le combat. Cette représentation transfigurante de son héroïsme fait écho à la représentation des sagas héroïques nordiques (comme pour Hagen de Tronje).

## Mort et récits anciens
Slentz tenta de prendre d'assaut et d'encercler la redoute. Selon Peter Sax, il fut éjecté de son cheval par un Dithmarsois, attrapé à la gorge, piétiné et tué en duel (Petrus Sax, Dithmarsia, p. 94 et suiv.). Neocorus écrit de la même manière que Slentz a été renversé lors d'un duel, piétiné et étouffé.
Dans la chanson populaire De könig wol to dem hertogen sprak... la mort du Junker est représentée de manière laudative : il faut l'attaque simultanée de trois adversaires pour que le chef de la Bande finisse par tomber. Un ajout à la chanson, probablement ultérieur, mentionne le nom du fermier vainqueur du Junker, Reimer van Wiemerstedt. D'une part, le fait que Slentz aurait combattu en duel à cheval va à l'encontre de cette représentation. Il est plus probable qu'il soit descendu de cheval au combat, comme son prédécesseur Fux l'avait fait, et qu'il ait pris la tête de son unité armé de sa pique, comme l'atteste son capitaine Eutz Beck. D'autre part, Peter Sax rapporte que Slentz a été tué par quelqu'un de la paroisse de Neuenkirchen, à laquelle Wiemerstedt n'appartient pas.
Bien que dans les chansons folkloriques ultérieures de la région de  Dithmarse, la Bande noire soit toujours évoquée avec horreur et dégoût, Slentz y est présenté comme de bonne réputation : il est l’ennemi courageusement vaincu, stylisé en une figure aux traits tragiques de la légende héroïque.
Albert Schumann (de) dit de lui qu'il « peut être considéré comme un véritable représentant des activités débridées des troupes permanentes du Landsknecht qui vivaient aux frontières de l’Allemagne vers la fin du XVe siècle ».

## Sources
- Johann Adolfi, dit Neocorus : Chronik des Landes Dithmarschen. Edité à partir de l'original par le professeur Friedrich Christoph Dahlmann, 2 vol. , Kiel 1827.
- Johann Adrian Bolten (de) : Ditmarsische Geschichte, 4 vol. , Flensbourg et Leipzig, 1781–88.
- Peter Sax (de) : Dithmarsia, das ist Ein nöthiger Vorbericht und Historische Erzählung des Zustandes im Lande Dithmarschen aus Lateinischen, teutschen und inländischen Scriptoribus zusammengezogen von Petro Sax zu Oldenbüttel in Eiderstedt, 1640.
- Walther Lammers (de) : Die Schlacht bei Hemmingstedt, Neumünster, 1953.
- Rochus von Liliencron :Die historischen Volkslieder der Deutschen, Vol 2, pp. 432-456
- Anton Vieth : Beschreibung und Geschichte des Landes Dithmarschen oder Geographische, Politische und Historische Nachricht vom bemeldten Lande, Hambourg, 1733.